# Stazione di Cassine
La stazione di Cassine è una stazione ferroviaria posta lungo la linea Alessandria-San Giuseppe di Cairo, al servizio dell'omonimo comune.

## Movimento

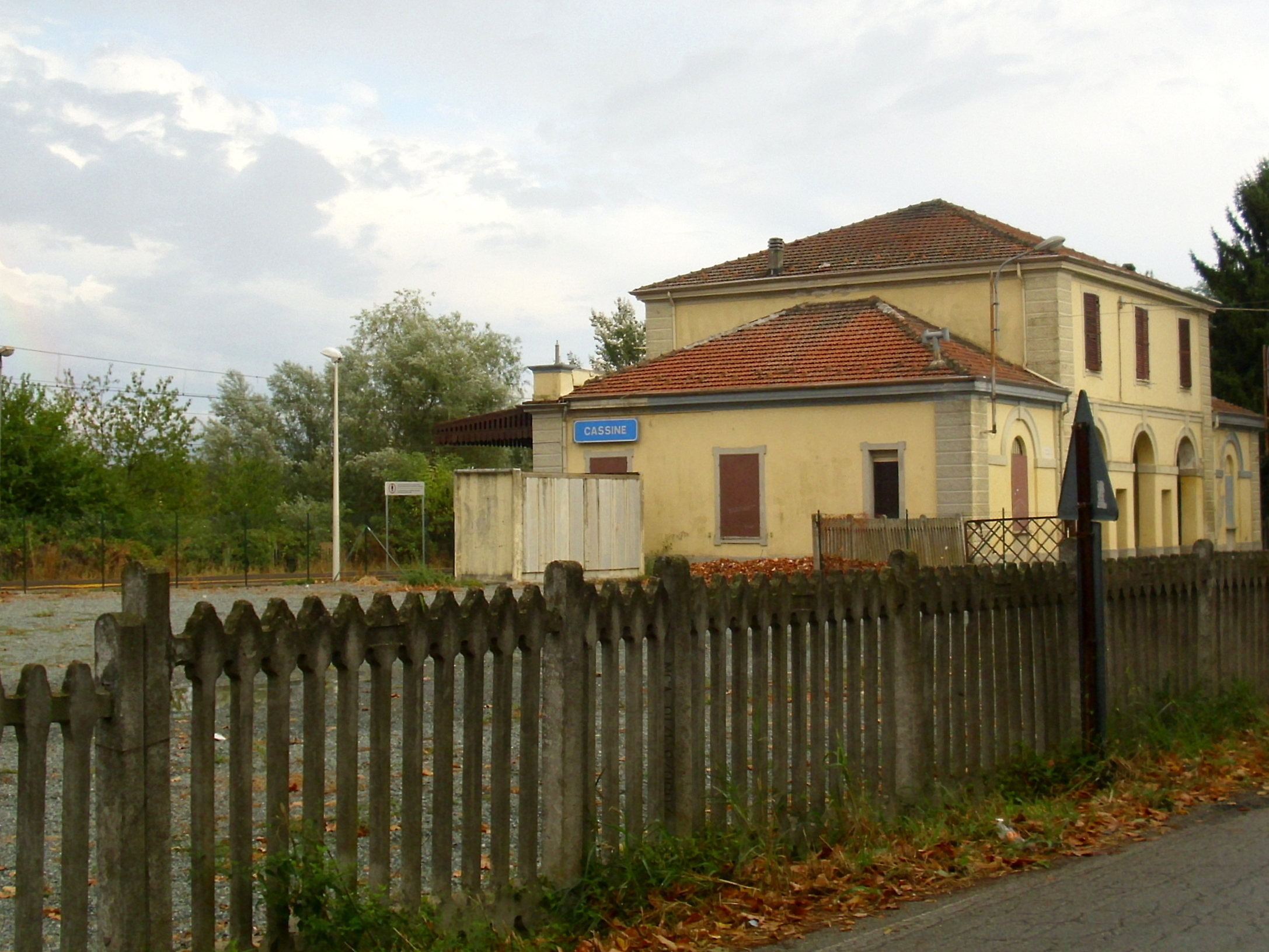
Vista fabbricato viaggiatori lato strada

Fermano soltanto treni regionali.